# Безвил о Плен
Безвил о Плен (фр. Beuzeville-au-Plain) насеље је и општина у северној Француској у региону Доња Нормандија, у департману Манш која припада префектури Шербур-Октевил.
По подацима из 2011. године у општини је живело 47 становника, а густина насељености је износила 23,04 становника/km². Општина се простире на површини од 2,04 km². Налази се на средњој надморској висини од 27 метара (максималној 41 m, а минималној 14 m).

## Демографија
| 1962. | 1968. | 1975. | 1982. | 1990. | 1999. | 2011. |
| ----- | ----- | ----- | ----- | ----- | ----- | ----- |
| 32    | 45    | 40    | 26    | 37    | 46    | 47    |

График промене броја становника у току последњих година